# Jaguar X-Type
Jaguar X-Type var en stor mellemklassebil bygget af Jaguar Cars mellem marts 2001 og december 2009.

## Generelt
Efter at produktionen var startet i marts 2001, kom X-Type på markedet i juni 2001 som sedan (i Storbritannien: Saloon). Modellen var Jaguars første mellemklassebil.
X-Type var bygget på CDW27-platformen fra Ford Mondeo '01. Dette gjorde at modellen kunne produceres billigere, end hvis Jaguar havde benyttet en for dem unik mellemklasseplatform.
For ikke (helt) at afvige fra det mærketypiske koncept med baghjulstræk, fandtes X-Type det første år kun med firehjulstræk. Først i foråret 2002 kom der en basismodel med rent forhjulstræk og 2,1-liters benzinmotor (af Jaguar kaldet 2,0).
På alle X-Type-modeller begyndte speedometerskalaen med 10 km/t (30, 50, 70, 90, ...) også kaldet "fransk speedometerinddeling" i stedet for de ellers typiske 20 km/t (40, 60, 80, 100, ...).
I marts 2003 tilkom en stationcarudgave, Estate. I sommeren 2003 tilkom en dieselversion med samme motor som Ford Mondeo 2,0 TDCi.
- Bagfra
- Jaguar X-Type Estate (2003–2007)

Dieselmotoren blev i sommeren 2005 afløst af en ny 2,2-liters dieselmotor med 114 kW (155 hk). I januar 2007 fik motoren partikelfilter, hvorved effekten faldt til 107 kW (145 hk). Fra dette tidspunkt kunne dieselmotoren også leveres med automatgear.
På trods af at modellen havde en del teknik til fælles med Ford Mondeo var alle dele, herunder de i Amerika fremstillede motorer, specielt udviklet til Jaguar.

### Facelift
I november 2007 fik X-Type et facelift hvor front, bagende og baglygter blev modificeret.
- Jaguar X-Type Estate (2007–2009)
- Heckansicht

Efter mere end otte års produktionstid og cirka 350.000 solgte biler valgte Jaguar at indstille produktionen af X-Type uden efterfølger ved udgangen af 2009.
Først fra midten af 2015 havde Jaguar med XE igen en mellemklassebil i deres modelprogram.

## Udstyrsvarianter
X-Type fandtes i tre forskellige udstyrsvarianter:
- Classic (kun 2,2 D)
- Sport
- Executive (alle motorer)

I en periode fandtes også modellen "Le Mans", som skulle hentyde til Jaguars succes ved dette legendariske motorløb og havde enkelte eksklusive udstyrsdetaljer såsom en sort maskegitterkølergrill, R-Performance-alufælge i størrelse 18" og et specielt "Le Mans"-logo bagpå bilen.

## Tekniske data
|                                                | 2.0                              | 2.5                              | 3.0                               | 2.0 D                     | 2.2 D                     | 2.2 D DPF                    |
| Byggeår                                        | 3/2002–7/2005                    | 3/2001–3/2009                    | 3/2001–12/2009                    | 7/2003–7/2005             | 7/2005–12/2006            | 1/2007–12/2009               |
| Motordata                                      |                                  |                                  |                                   |                           |                           |                              |
| Motortype                                      | V6-benzinmotor                   | V6-benzinmotor                   | V6-benzinmotor                    | R4-dieselmotor            | R4-dieselmotor            | R4-dieselmotor               |
| Antal ventiler pr. cylinder                    | 4                                | 4                                | 4                                 | 4                         | 4                         | 4                            |
| Ventilstyring                                  | 2 × DOHC, kæde                   | 2 × DOHC, kæde                   | 2 × DOHC, kæde                    | DOHC, kæde                | DOHC, kæde                | DOHC, kæde                   |
| Fødesystem                                     | Multipoint-indsprøjtning         | Multipoint-indsprøjtning         | Multipoint-indsprøjtning          | Commonrail                | Commonrail                | Commonrail                   |
| Trykladning                                    | –                                | –                                | –                                 | Turbolader, ladeluftkøler | Turbolader, ladeluftkøler | Turbolader, ladeluftkøler    |
| Køling                                         | Vandkøling                       | Vandkøling                       | Vandkøling                        | Vandkøling                | Vandkøling                | Vandkøling                   |
| Boring × slaglængde                            | 81,6 × 66,8 mm                   | 81,6 × 79,5 mm                   | 89,0 × 79,5 mm                    | 86,0 × 86,0 mm            | 86,0 × 94,6 mm            | 86,0 × 94,6 mm               |
| Slagvolume                                     | 2099 cm³                         | 2495 cm³                         | 2967 cm³                          | 1998 cm³                  | 2198 cm³                  | 2198 cm³                     |
| Kompressionsforhold                            | 10,75:1                          | 10,3:1                           | 10,5:1                            | 18,2:1                    | 17,5:1                    | 17,5:1                       |
| Maks. effekt ved omdr./min.                    | 115 kW (156 hk) 6800             | 144 kW (196 hk) 6800             | 169 kW (230 hk) 6800              | 96 kW (130 hk) 3800       | 114 kW (155 hk) 3500      | 107 kW (145 hk) 3500         |
| Maks. drejningsmoment ved omdr./min.           | 196 Nm 4100                      | 241 Nm 3000                      | 279 Nm 3000                       | 330 Nm 1800               | 360 Nm 1800               | 360 Nm 1800                  |
| Kraftoverførsel                                |                                  |                                  |                                   |                           |                           |                              |
| Drivende hjul                                  | Forhjul                          | Alle                             | Alle                              | Forhjul                   | Forhjul                   | Forhjul                      |
| Gearkasse (standardudstyr)                     | 5-trins manuel                   | 5-trins manuel                   | 5-trins manuel                    | 5-trins manuel            | 6-trins manuel            | 6-trins manuel               |
| Gearkasse (ekstraudstyr)                       | 5-trins automatisk               | 5-trins automatisk               | 5-trins automatisk                | –                         | –                         | 6-trins automatisk           |
| Præstationer (Saloon)                          |                                  |                                  |                                   |                           |                           |                              |
| Topfart                                        | 210 km/t (205 km/t)              | 225 km/t (220 km/t)              | 235 km/t (230 km/t)               | 201 km/t                  | 220 km/t                  | 216 km/t (208 km/t)          |
| Acceleration, 0–100 km/t                       | 9,4 sek. (10,8 sek.)             | 8,3 sek. (8,9 sek.)              | 7,0 sek. (7,5 sek.)               | 9,9 sek.                  | 8,9 sek.                  | 9,1 sek. (9,9 sek.)          |
| Brændstofforbrug pr. 100 km ved blandet kørsel | 9,2 liter (10,0 liter) Blyfri 95 | 9,6 liter (10,3 liter) Blyfri 95 | 10,3 liter (10,5 liter) Blyfri 95 | 5,7 liter Diesel          | 6,0 liter Diesel          | 6,0 liter (6,9 liter) Diesel |
| CO2-udslip ved blandet kørsel                  | 219 g/km (239 g/km)              | 234 g/km (244 g/km)              | 244 g/km (249 g/km)               | 149 g/km                  | 159 g/km                  | 159 g/km (184 g/km)          |
| Præstationer (Estate)                          |                                  |                                  |                                   |                           |                           |                              |
| Topfart                                        | 207 km/t (205 km/t)              | 222 km/t (217 km/t)              | 232 km/t (227 km/t)               | 198 km/t                  | 215 km/t                  | 211 km/t (201 km/t)          |
| Acceleration, 0–100 km/t                       | 9,7 sek. (10,8 sek.)             | 8,6 sek. (9,2 sek.)              | 7,3 sek. (7,8 sek.)               | 10,2 sek.                 | 9,3 sek.                  | 9,5 sek. (10,3 sek.)         |
| Brændstofforbrug pr. 100 km ved blandet kørsel | 9,3 liter (10,1 liter) Blyfri 95 | 9,7 liter (10,4 liter) Blyfri 95 | 10,4 liter (10,6 liter) Blyfri 95 | 5,8 liter Diesel          | 6,0 liter Diesel          | 6,2 liter (6,9 liter) Diesel |
| CO2-udslip ved blandet kørsel                  | 224 g/km (244 g/km)              | 239 g/km (249 g/km)              | 249 g/km (254 g/km)               | 154 g/km                  | 164 g/km                  | 164 g/km (184 g/km)          |

1. ↑  Med overboost 350 Nm
2. ↑  Med overboost 400 Nm
3. 1 2  Værdier i parentes gælder for versioner med automatgear